# Дніпрова-Приємська Марія
Марі́я Дніпро́ва-Приє́мська (нар. 13 березня (25 березня) 1888, Коростишів  — † 1960) — українська актриса, співачка (альт), театральний режисер.
Відома за виступами в Театрі Миколи Садовського, у хоровій капелі Олександра Кошиця.
Актриса і режисер Руського театру товариства «Просвіта» в Ужгороді (1921—1926), керівник аматорських театральних гуртків у Перечині, Великому Бичкові та інших населених пунктах Закарпаття.
Випускниця Музично-драматичної школи М. Лисенка.

## Життєпис

### Дитинство і навчання
М. В. Дніпрова-Приємська народилась 25 березня 1883 в Коростишеві.
Після закінчення початкової школи навчалась у Київській музично-драматичній школі М. Лисенка. Отримавши кваліфікаційне свідоцтво в 1910 році поступила на роботу в Театр Миколи Садовського.

### В театрі Миколи Садовського
У Садовського працювала з 1910 року до кінця існування театру. Починала як драматичне інженю на других ролях.
Водночас співала у першому Українському Національному хорі, а згодом із створенням у 1919 знаменитої Української республіканської хорової капели під керівництвом Олександра Кошиця стає співачкою цієї капели.
В Театрі Садовського Марія пройшла хорошу школу як акторської майстерності, так і режисури, що згодом згодилось їй в роботі на Закарпатті.

### Руський театр в Ужгороді
За часів УНР відбулась успішна концертна подорож Української капели Олександра Кошиця Західною Європою і Америкою, в якій брала участь також Марія Дніпрова-Приємська. Але після падіння УНР Кошиць уже не зміг повернутися з хором до України. Тим часом у Берліні відбувся розкол капели на дві групи. На початку липня 1920 разом з групою вісімнадцяти хористів капели під керівництвом диригента Олекси Приходька з Берліна до Праги, а звідти до Ужгорода приїхала і Марія.
Група заснувала драматично-співоче товариство «Кобзар», з діяльністю якого пов'язане створення першого професійного театру на Закарпатті — Руського театру., а «першим режисером театру стала М. В. Приємська (Дніпрова)… Під її керівництвом з успіхом пройшли вистави: „Наталка Полтавка“ І. Котляревського, „Суєта“ І. Карпенка-Карого, а також „Учитель“ Івана Франка.» Марія чергувалась у постановках з режисером М. Біличенком, а з 1 квітня 1921 режисером став Б. Кривецький.
У 1925 році активісти «Просвіти» у Перечині запросили Марію Приємську керувати аматорським драмгуртком, який користувався великою популярністю в навколишніх селах, особливо вистава «На Верховині» за п'єсою Б. Єфремова.
Чоловік актриси Іван Романченко — актор-співак (бас) і диригент — також був активним діячем Руського театру в Ужгороді (1923—1925). Деякий час він одночасно працював адміністратором театру. У Великому Бичкові, Перечині, Дубриничах, Зарічово створив хори і оркестри, виховував молодих диригентів, а в 1934 в Мукачеві на другому з'їзді української молоді диригував зведеним оркестром (11 оркестрів, 150 музикантів).

### За океаном
Трагедія Карпатської України та окупація Закарпаття Угорським королівством (1920—1946), заборона в лютому 1940 року діяльності товариства «Просвіта», що проповідувало ідеї українськості русинів Закарпаття, стали причиною до еміграції багатьох діячів української культури. В їх числі за океаном опинилась і родина Романченків.
Там, далеко від рідної землі, за даними закарпатського поета Василя Габорця, Марія Приємська померла в 1960 році.